# Thomas L. Rubey

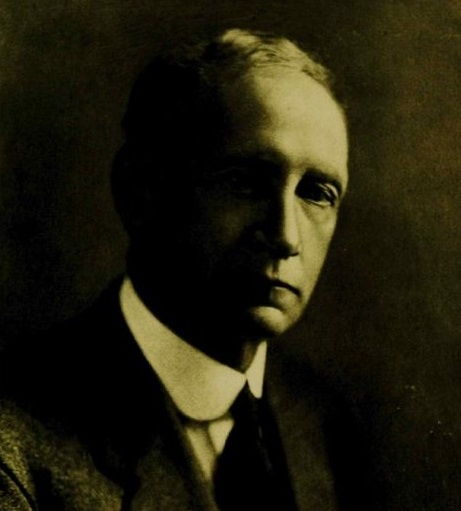
Thomas L. Rubey

Thomas Lewis Rubey (* 27. September 1862 in Lebanon, Missouri; † 2. November 1928 ebenda) war ein US-amerikanischer Politiker. Zwischen 1911 und 1921 sowie nochmals von 1923 bis 1928 vertrat er den Bundesstaat Missouri im US-Repräsentantenhaus; zuvor amtierte er als dessen Vizegouverneur.

## Werdegang
Thomas Rubey besuchte die öffentlichen Schulen seiner Heimat und studierte danach bis 1885 an der University of Missouri in Columbia. Von 1886 bis 1891 war er Schulrat in Lebanon. Zwischen 1891 und 1898 unterrichtete er an der Missouri School of Mines. Im Jahr 1898 zog er nach La Plata, wo er an der Gründung einer Bank beteiligt war. Gleichzeitig begann er als Mitglied der Demokratischen Partei eine politische Laufbahn. In den Jahren 1891 und 1892 saß er als Abgeordneter im Repräsentantenhaus von Missouri; von 1901 bis 1903 gehörte er dem Staatssenat an, dessen Präsident er 1903 wurde. In dieser Funktion übernahm er im selben Jahr das Amt des Vizegouverneurs vom zurückgetretenen John Adams Lee, woraufhin er bis 1905 als Stellvertreter von Gouverneur Alexander Monroe Dockery fungierte. Seit 1905 lebte er wieder in Lebanon, wo er im Bankgewerbe arbeitete. Von 1914 bis zu seinem Tod war er Präsident der dortigen State Bank.
Bei den Kongresswahlen des Jahres 1910 wurde Rubey im 16. Wahlbezirk von Missouri in das US-Repräsentantenhaus in Washington, D.C. gewählt, wo er am 4. März 1911 die Nachfolge von Arthur P. Murphy antrat. Nach vier Wiederwahlen konnte er bis zum 3. März 1921 zunächst fünf Legislaturperioden im Kongress absolvieren. In diese Zeit fiel der Erste Weltkrieg. Zwischen 1913 und 1919 wurden der 16., der 17., der 18. und der 19. Verfassungszusatz ratifiziert.
1920 unterlag Thomas Rubey dem Republikaner Samuel A. Shelton. Zwei Jahre später konnte er sein Mandat zurückgewinnen und dann nach zwei Wiederwahlen vom 4. März 1923 bis zu seinem Tod am 2. November 1928 im Kongress verbleiben.